# كارل غوستاف نوردين
كارل غوستاف نوردين (بالسويدية: Carl Gustaf Nordin)‏ هو لغوي وعالم عقيدة وسياسي سويدي، ولد في 2 يناير 1749 في السويد، وتوفي في 14 مارس 1812 في السويد.